# Talaus
Talaus Simon, 1886 è un genere di ragni appartenente alla famiglia Thomisidae.

## Distribuzione
Le 12 specie note di questo genere sono state rinvenute in Asia sudorientale, Asia meridionale e Cina: la specie dall'areale più vasto è la T. nanus, rinvenuta in Birmania e sull'isola di Giava

## Tassonomia
Non sono stati esaminati esemplari di questo genere dal 2010.
A gennaio 2015, si compone di 12 specie:
1. Talaus dulongjiang Tang et al., 2008 — Cina
2. Talaus elegans Thorell, 1890 — Sumatra
3. Talaus limbatus Simon, 1895 — Sudafrica
4. Talaus nanus Thorell, 1890 — Birmania, Giava
5. Talaus niger Tang et al., 2008 — Cina
6. Talaus oblitus O. P.-Cambridge, 1899 — Sri Lanka
7. Talaus opportunus (O. P.-Cambridge, 1873) — India
8. Talaus samchi Ono, 2001 — Bhutan
9. Talaus semicastaneus Simon, 1909 — Vietnam
10. Talaus sulcus Tang & Li, 2010 — Cina
11. Talaus triangulifer Simon, 1886[2] — Sumatra
12. Talaus xiphosus Zhu & Ono, 2007 — Cina